# Teoría de la red industrial
La teoría de la red industrial es un concepto militar que establece que el poder industrial de un enemigo puede ser atacado en los nodos de vulnerabilidad, con lo que la capacidad del enemigo para librar una guerra prolongada puede verse severamente limitada, así como su moral y su voluntad de resistir. La teoría fue formulada por aviadores estadounidenses en la Escuela Táctica del Cuerpo Aéreo (ACTS) en la década de 1930.
El término "teoría de la red industrial" no está presente en ninguna doctrina oficial del Cuerpo Aéreo del Ejército de los Estados Unidos (USAAC). En cambio, el término fue acuñado en la década de 1930 por Donald Wilson, un instructor de ACTS, para disimilar el concepto que se estaba desarrollando en ese momento.

## Teoría

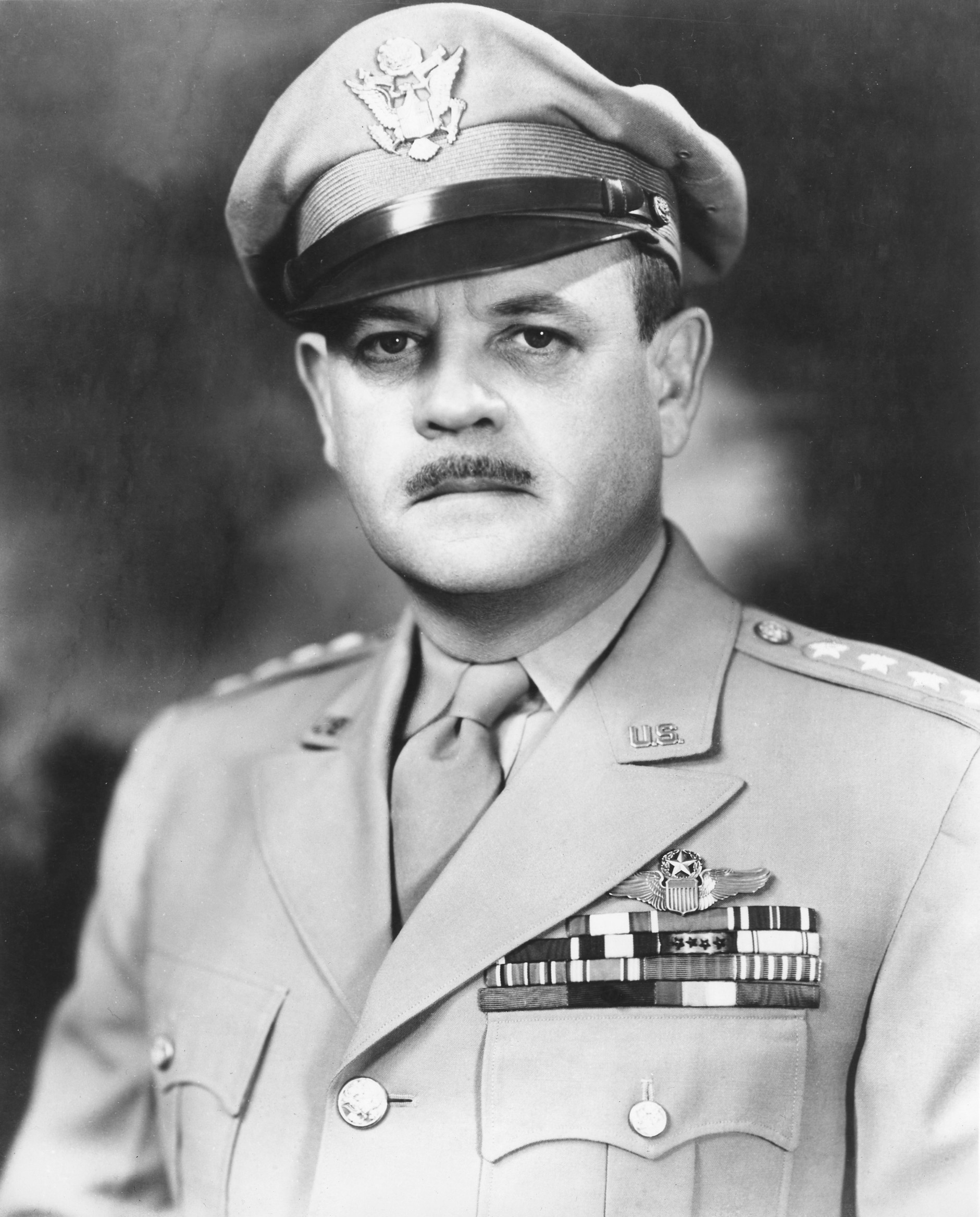
Muir S. Fairchild investigó las interconexiones industriales.

El General italiano Giulio Douhet, el británico Sir Hugh Trenchard y el coronel estadounidense Billy Mitchell, fueron los principales premonitores de esta teoría, convencidos de la efectividad de bombardear los centros de población del enemigo como un método para acortar las guerras y así salvar más vidas de las que se tomaron. Esta teoría del bombardeo de área se inculcó en el ACTS hasta 1934, pero fue controvertida para la prensa y en el gobierno. En 1922, Estados Unidos redactó y promovió un tratado para limitar los bombardeos aéreos de civiles, llamado Reglas de La Haya para la Guerra Aérea, pero no fue adoptado. Una propuesta internacional similar se redactó en Tokio en 1934 con respecto a la "Protección de personas civiles en tiempos de guerra", pero esto tampoco fue ratificado por tratado.
En 1935, los instructores de ACTS estudiaron los resultados probables del bombardeo de área y concluyeron que los ataques a los centros de población civil no causaron suficiente daño económico. Mitchell y ACTS ajustaron su estrategia de bombardeo para evitar ataques directos contra civiles para estar "más en consonancia con nuestros ideales humanitarios", aunque la posibilidad de ataques contra centros de población en general se mantuvo como "último recurso".
La teoría de la red industrial se basó en la idea de que la fuerza económica de una nación industrial se compone de sectores interdependientes como la manufactura, la minería, los servicios públicos y el transporte. Cualquiera de los sectores podría ser atacado con bombas para hacer que todo el sistema sufra averías y escasez. Desde 1935, instructores como Robert M. Webster y Muir S. Fairchild en ACTS estudiaron la interdependencia industrial de los Estados Unidos como modelo para atacar a un estado enemigo agresor. Elaboraron listas de objetivos óptimos que producirían la mayor perturbación con el menor gasto de bombas. Las industrias del transporte y la energía eléctrica se consideraban objetivos vitales, así como la extracción de mineral de hierro y la fabricación de acero.

Robert M. Webster enumeró el mineral de hierro, el acero, la electricidad y el transporte como objetivos apropiados.

Con la pérdida de la fuerza económica de un enemigo a través de un ataque paralizante en un sector vital, la teoría sostenía que la voluntad de luchar del enemigo se derrumbaría y que se rendiría o se vería obligado a sentarse en la mesa de negociaciones.
En 1934, seis líderes de ACTS comparecieron ante la Comisión Howell para en busca de una rama militar aérea independiente para los Estados Unidos. A Webster se unieron Donald Wilson, Robert Olds, Kenneth Walker, Claire Chennault y Harold L. George ; los seis hablaron sobre la oportunidad crítica que se podía aprovechar para atacar la cohesión de la red industrial de un enemigo. George presentó su opinión de que un bombardero con un 3000 millas (4800 km) estaría disponible dentro de dos años. La Comisión Howell (que se convertiría en la Comisión Federal de Aviación y luego en la Administración Federal de Aviación ) estaba interesada en la teoría de la red industrial y en la posibilidad de que un brazo aéreo independiente pudiera evitar que un enemigo hiciera la guerra. Autorizaron a la Fuerza Aérea del Cuartel General General (GHQ Air Force) como un brazo semi-independiente dentro del Ejército de los Estados Unidos .

### Objetivos industriales
Los objetivos militares tradicionales habían sido principalmente fuerzas enemigas desplegadas y concentraciones de suministros en las áreas de retaguardia. Después de que el bombardeo aéreo se convirtió en una posibilidad, los objetivos tácticos como las comunicaciones (líneas de suministro y señales) y las concentraciones de tropas se convirtieron en el foco de los esfuerzos de bombardeo. En cambio, la teoría de la red industrial se centró en los cuellos de botella y cuellos de botella en la base económica e industrial de un enemigo, en lo más profundo del interior de una nación enemiga. Si se podía utilizar el bombardeo de precisión para destruir un nodo industrial con la consiguiente parálisis de la industria enemiga, se consideraba seriamente al nodo en particular como objetivo.
Los objetivos adecuados incluían líneas de ferrocarril, cruces y áreas de clasificación, industrias de extracción de petróleo y refinación de combustible, extracción y transporte de mineral de hierro, industrias de refinación y fabricación de acero, generación y distribución de energía eléctrica y, en general, todas las formas de transporte.

### Moral del enemigo
Un elemento clave de las estrategias de bombardeo de área que se incorporó a la teoría de la red industrial fue el deterioro de la moral del enemigo mediante los continuos bombardeos que reducían vitalmente su economía, mermando lavoluntad del enemigo de resistir, obligándolo a rendirse o buscar la paz por medios dipolmáticos. Para 1939, Fairchild dijo de un enemigo teórico que la "reacción nacional al sorprendente descubrimiento de que las fuentes del poder del país para resistir y sostenerse están siendo destruidas implacablemente, difícilmente puede dejar de ser decisiva".

## Desarrollo de armamento
Antes del desarrollo de la guerra aérea, especialmente el bombardero pesado de largo alcance, los ataques a gran escala contra el poderío industrial del enemigo eran imposibles. Ningún sistema de armamento militar logró penetrar profundamente en el territorio enemigo y entregar de manera confiable la cantidad de municiones requeridas para limitar la capacidad del enemigo para hacer la guerra. Las incursiones de Zeppelin durante la Primera Guerra Mundial estuvieron cerca de lograr esta capacidad (su carga de bombas y su alcance eran mayores que cualquier otro avión), pero eran muy vulnerables al clima y los ataques.
Los bombarderos y zepelines en la Primera Guerra Mundial demostraron ser vulnerables a los aviones de persecución, por lo que cada uno de los beligerantes pasó rápidamente a una estrategia de bombardeo nocturno cuando los atacantes estaban mucho más seguros. Sin embargo, los bombardeos nocturnos sufrieron imprecisión en la selección de objetivos. Ya en 1926, los aviadores estadounidenses notaron que los objetivos pequeños que eran difíciles de ver por la noche tendrían que ser atacados durante el día. Aún así, se enfatizó el bombardeo nocturno. En 1932, el personal de ACTS se movió para adoptar el bombardeo diurno como el método principal para obtener el mayor tonelaje de bombas en el objetivo. Para sobrevivir a este tipo de acción ofensiva arriesgada, los bombarderos tendrían que volar más alto que sus perseguidores y más alto que el alcance efectivo de la artillería antiaérea. Los defensores del bombardeo ACTS comenzaron a pedir techos de servicio más altos para sus bombarderos: 15 000 pies (4600 m) para bombarderos ligeros y 18 000 pies (5500 m) para los bombarderos pesados.

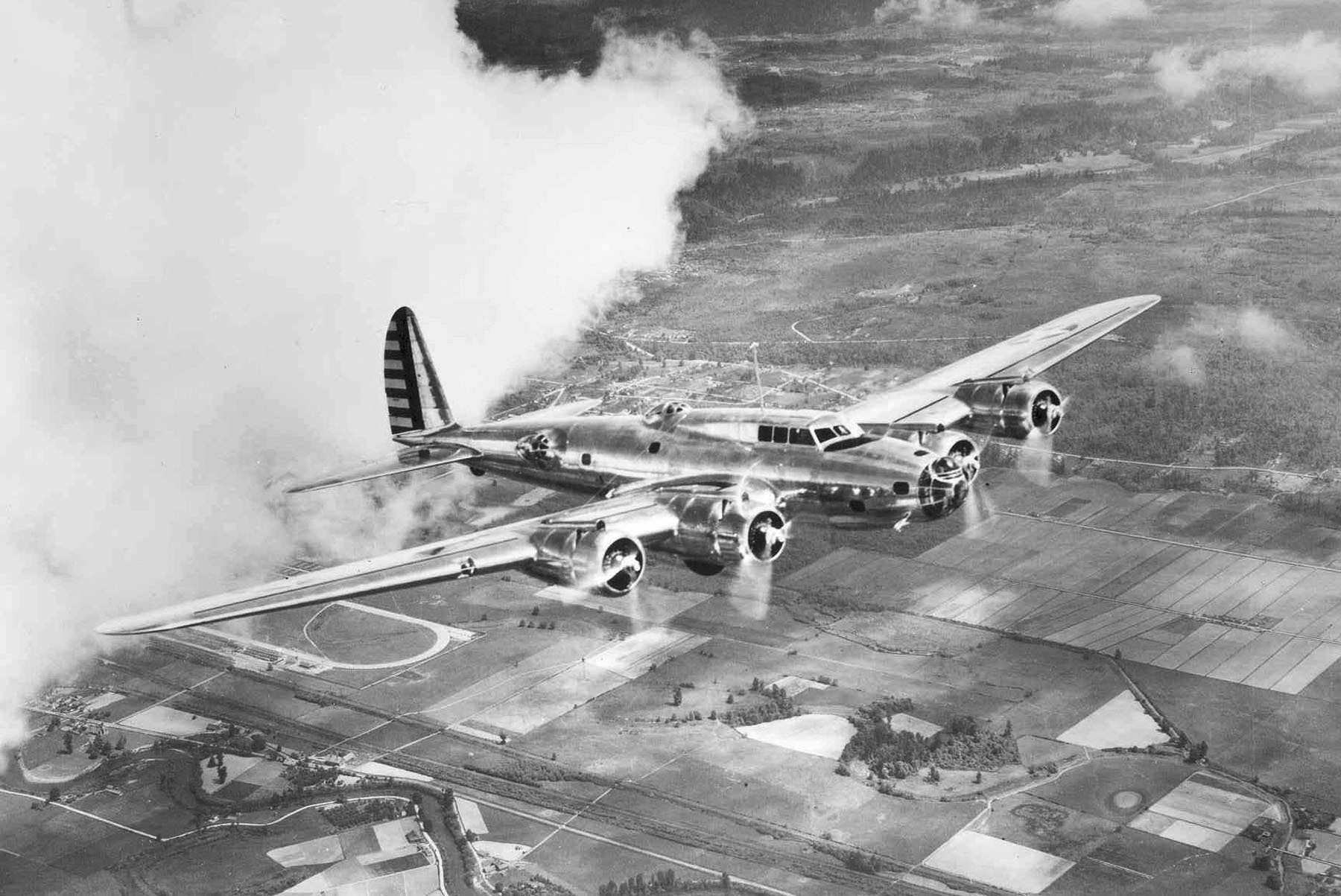
Avión de prueba del servicio Y1B-17 Flying Fortress en pruebas de bombardeo

Además, la estrategia de los bombarderos comenzó a enfatizar el fuego defensivo de apoyo mutuo de múltiples ametralladoras que se encuentran dentro de un escuadrón de bombarderos que vuelan en formación cerrada. Se pensó que los bombarderos en formación eran un objetivo demasiado difícil para los aviones defensivos. Kenneth Walker dio una conferencia a sus estudiantes en la Sección de Bombardeo de ACTS: "Los aviadores militares de todas las naciones están de acuerdo en que un ataque aéreo determinado, una vez lanzado, es muy difícil, si no imposible, de detener".
Con las primeras pruebas exitosas del avión de prueba de servicio Y1B-17 Flying Fortress en 1937, ACTS estaba convencido de que este avión podría probar sus teorías. El nuevo bombardero podría volar por encima de los 35 000 pies (10 700 m), era más rápido y podía transportar una carga de bombas más grande que cualquier bombardero anterior. Su potencial de uso contra objetivos en las profundidades de una nación enemiga era mucho mayor que el de cualquier avión anterior. Estas cualidades, combinadas con su gran cantidad de potencia de fuego defensiva, llevaron a los teóricos de ACTS a concluir que la flota de bombarderos B-17 era invencible, que era cierto que " El bombardero siempre pasará ", frase pronunciada en 1932 por Stanley Baldwin, 1. Conde Balduino de Bewdley .

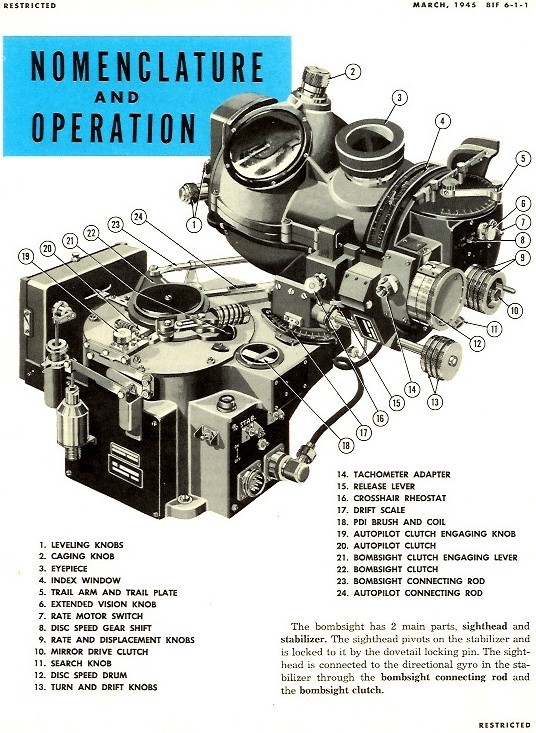
Un diagrama instructivo del visor de bombas Norden

Con el aumento de la altitud, el error circular de probabilidad (CEP) también aumentó, lo que resultó en una disminución del daño al objetivo. Las bombas lanzadas desde grandes alturas caerían sobre una amplia área debajo, y para que los bombarderos dañaran significativamente un objetivo, la cantidad de bombarderos tendría que ser prohibitivamente grande. El visor de bombas Norden, probado en 1933, prometía una precisión mucho mayor en los bombardeos a gran altura y ayudó a los teóricos de ACTS a concluir que era posible bombardear con precisión.

## Resultados
Dieron forma a la teoría de la red industrial, para armar un plan concreto por la División de Planes de Guerra Aérea : Kenneth Walker, Laurence S. Kuter y Haywood S. Hansell, dirigida por Harold L. George. El plan se presentó para su aprobación a la Junta Conjunta del Ejército y la Armada a mediados de 1941 como AWPD-1, que significa División de Planes de Guerra Aérea, plan número uno. Un refinamiento de AWPD-1 se produjo en agosto de 1942 después de ocho meses de participación directa de Estados Unidos en la Segunda Guerra Mundial . El nuevo plan se llamó AWPD-42 y se presentó al Estado Mayor Combinado . Ni AWPD-1 ni AWPD-42 fueron aprobados como planes o estrategias de batalla de combate, pero fueron aprobados como pautas para la producción de material necesario para llevar a cabo los planes previstos o los planes posteriores. Finalmente, en 1943, se elaboró un plan en reuniones entre planificadores de guerra estadounidenses y británicos. La teoría de la red industrial se pondría en forma de plan práctico con la Ofensiva de Bombardeo Combinada Angloamericana (CBO).
Finalmente, la teoría de la red industrial no logró sus objetivos. Varios objetivos fueron elegidos y atacados en serie, sin evaluar los resultados a la luz de su interdependencia. Los líderes de bombardeo estadounidenses sostuvieron que se estaban llevando a cabo ataques de precisión, pero a principios de 1944 el mal tiempo en Europa impidió el avistamiento visual y se lanzaron bombas indiscriminadamente mediante métodos de radar inexactos a través de la capa de nubes, lo que provocó la destrucción general de la población. En septiembre de 1944, se abandonó toda pretensión de precisión cuando el general Dwight D. Eisenhower ordenó el bombardeo del área de Berlín. En ese momento, el bombardeo se había vuelto tanto táctico como estratégico, para ablandar a Alemania para la invasión de tropas terrestres. Las incursiones de mil bombarderos no pudieron disminuir la producción industrial de material a tiempo para evitar la invasión. Cuando la producción de armas en Alemania finalmente flaqueó en el tercer trimestre de 1944, solo el 30% del tonelaje total de bombas había sido arrojado sobre el país, esto después de que se alcanzó la frontera franco-alemana y la guerra en el terreno había visto su final. avance decisivo. Alemania fue conquistada por invasión; no se rindió únicamente a causa de los bombardeos. La moral del enemigo no se vio significativamente afectada: ninguna población que fue bombardeada en la Segunda Guerra Mundial perdió la voluntad de resistir, y fue el Emperador, no el pueblo, quien decidió que Japón debía rendirse.
A pesar de sus fallas en la práctica, el concepto de bombardeo estratégico de apuntar a cuellos de botella industriales cruciales se convirtió en 1947 en la primera doctrina central de la Fuerza Aérea independiente de los Estados Unidos . Los defensores del bombardeo estratégico continuaron promoviendo la doctrina en la era nuclear, formando el Comando Aéreo Estratégico para llevar a cabo una visión modificada para adaptarse a las necesidades de la Guerra Fría y la amenaza de la guerra nuclear.
En los Estados Unidos modernos, la doctrina estratégica de la Fuerza Aérea fue reorientada en la década de 1980 por el coronel John A. Warden III, quien desarrolló su Teoría del Anillo Estratégico, un concepto de ataque aéreo en el que varios nodos enemigos son atacados simultáneamente para provocar una "parálisis física". o "parálisis estratégica". La teoría de Warden agregó unidades militares enemigas desplegadas y su liderazgo a la teoría de la red industrial, y los ataques a civiles fueron, en la mayoría de los casos, indirectos, daños colaterales, el resultado de nodos militares e industriales específicos. Sin embargo, la doctrina de la USAF continúa enfatizando la desmoralización del enemigo: "Los objetivos de ataque estratégico a menudo incluyen producir efectos para desmoralizar al liderazgo, las fuerzas militares y la población del enemigo, lo que afecta la capacidad del adversario para continuar el conflicto".